# Pagyra
Pagyra là một chi bướm đêm thuộc họ Erebidae.